# Riksväg 29
Riksväg 29 är en riksväg mellan Karlshamn och Växjö. Vägen förbinder en stor del av småländska inlandet med Karlshamns hamn och västra Blekinge. I Djuramåla, söder om Tingsryd, löper riksväg 29 samman med riksväg 27. Delen söder om E22 är gemensam med riksväg 15.

## Standard och planer
Vägen är vanlig, ganska rak landsväg. Hastighetsbegränsningen är till största delen 90 km/tim. Det finns inga kända ombyggnadsplaner (2013).

## Historia
Vägen har hetat riksväg 29 sedan år 1962, och innan dess hette den länsväg 76. Vägen längs med Mieån är flera hundra år gammal medan vägen mellan Djuramåla (vägskälet med riksväg 27) och Gäddeviksås byggdes som en AK-väg under 1930-talet.
Vägen var länge en smal och olycksdrabbad väg, som varit samma sedan åtminstone 1940-talet. Sommaren 2004 invigdes dock en ny sträcka igenom Blekinge och Småland som förkortade och förbättrade vägen. En huvudanledning till att vägbygget kom till stånd var en tankbilsolycka 1994 längs den gamla vägen som följde Mieån, som är tillflöde till Karlshamns dricksvattenreserv Långasjön. Vägen förbi Asarum utanför Karlshamn invigdes på det tidiga 1980-talet.

## Trafikplatser, korsningar och anslutande vägar
|  | Nr             | Namn                       | Skyltning             |
|  | -------------- | -------------------------- | --------------------- |
|  | motortrafikled | Trafikplats Karlshamn Väst | Malmö Kalmar Halmstad |
|  |                |                            | Alvesta               |
|  |                | Mieån                      |                       |
|  |                | Bräkneån                   |                       |
|  |                |                            | Göteborg Karlskrona   |